# Marlemont
Marlemont é uma comuna francesa na região administrativa de Grande Leste, no departamento das Ardenas. Estende-se por uma área de 10,06 km². Em 2010 a comuna tinha 139 habitantes (densidade: 13,8 hab./km²).